# Bisdom Langres

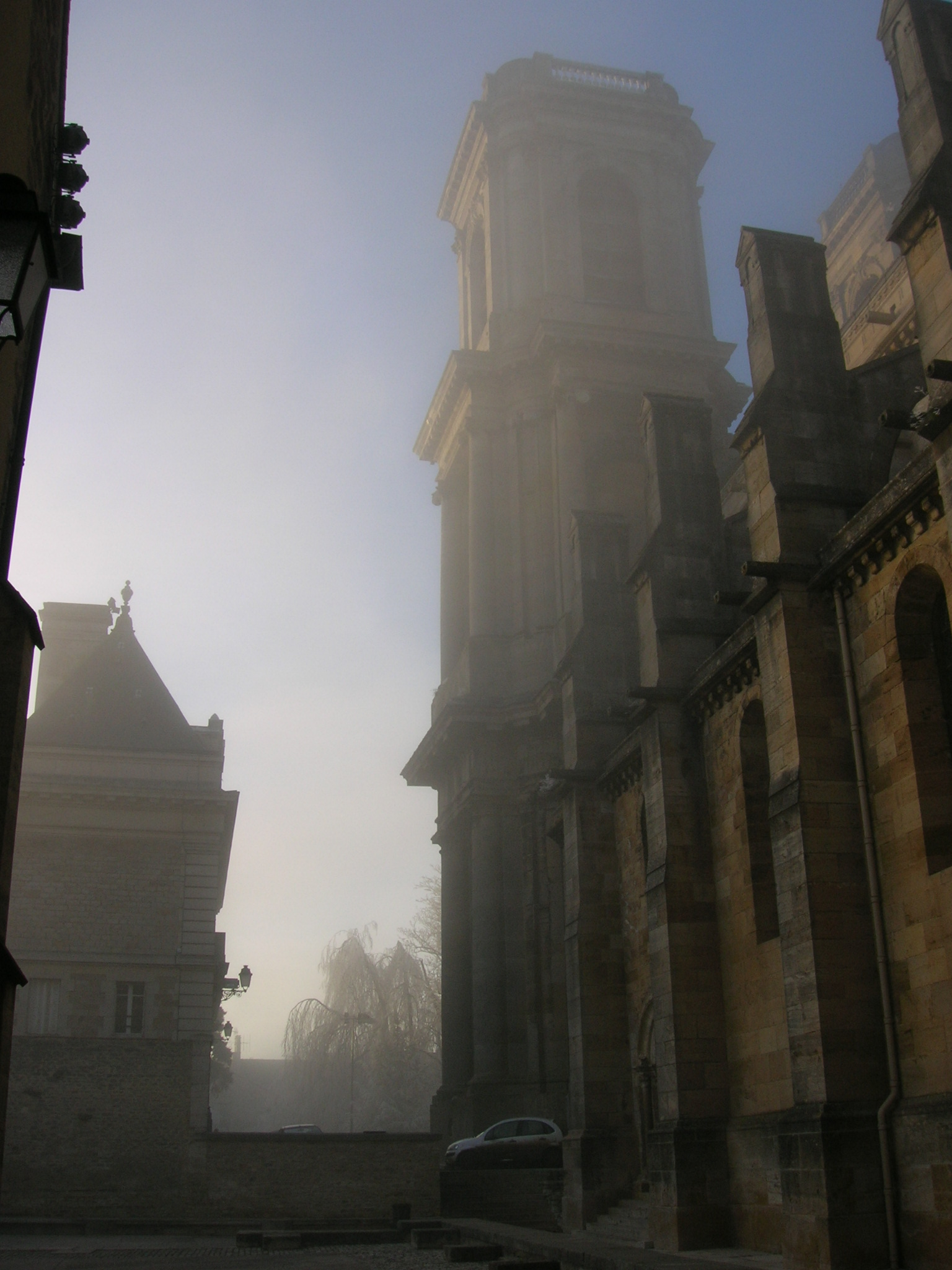
Kathedraal van heilige Mammès in Langres

Het bisdom Langres (Latijn: Dioecesis Lingonensis,  Frans: Diocèse de Langres) is een rooms-katholiek bisdom in Frankrijk. Het bestaat onafgebroken sinds de 3e-4e eeuw, met slechts een onderbreking van 1801-1822. De bisschopskerk is de kathedraal van de heilige Mammès in Langres. Eeuwenlang waren de bisschoppen van Langres pairs van de Franse koning.
Vandaag omvat het bisdom het grondgebied van het departement Haute-Marne (sinds 1822).

## Geschiedenis

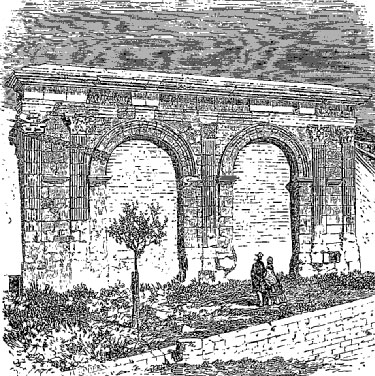
Gallo-Romeinse poort in Langres, metropool van het volk der Lingones.

### Gallo-Romeins
De naam Langres komt van de Keltische stam der Lingones die leefden aan de bovenlopen van de Seine, Marne, Maas en de Saône. In de 3e-4e eeuw werd het bisdom gesticht nadat het christendom was toegelaten in het Romeinse Rijk; het grondgebied was uitgestrekt. De uitgestrektheid in de Romeinse tijd zou verder gevolgen hebben nadat Germaanse volkeren zich in het gebied vestigden.

### Frankisch
Het bisdom werd het onderwerp van touwtrekkerij tussen Franken, Alemannen en Bourgondiërs. Door het verdrag van Andelot (587) werd het Frankische gebied Austrasië onttrokken aan het bisdom Langres. De Karolingers organiseerden in Langres de heiligverering van Mammès; ze lieten vanuit Byzantium de schedel van deze oosterse heilige komen. Na de scheiding van het Karolingische Rijk in het verdrag van Verdun (843), lag het bisdom Langres opnieuw in rivaliserende landen: West-Francië, het latere Frankrijk, het hertogdom Bourgondië, rivaal van de Franse kroon, en het Rooms-Duitse Rijk. Het bisdom was een echt grensbisdom. Nochtans zou het bisdom Langres uitgroeien, dankzij de opkomst van het hertogdom Bourgondië, tot een machtig Bourgondisch bisdom in de Middeleeuwen. Het kende de bloei van cisterziënzerabdijen van Cîteaux en van Molesmes. Robert van Molesme speelde een belangrijke rol hierin. Ook de tempeliers stichtten kloosters in Bourgondië.

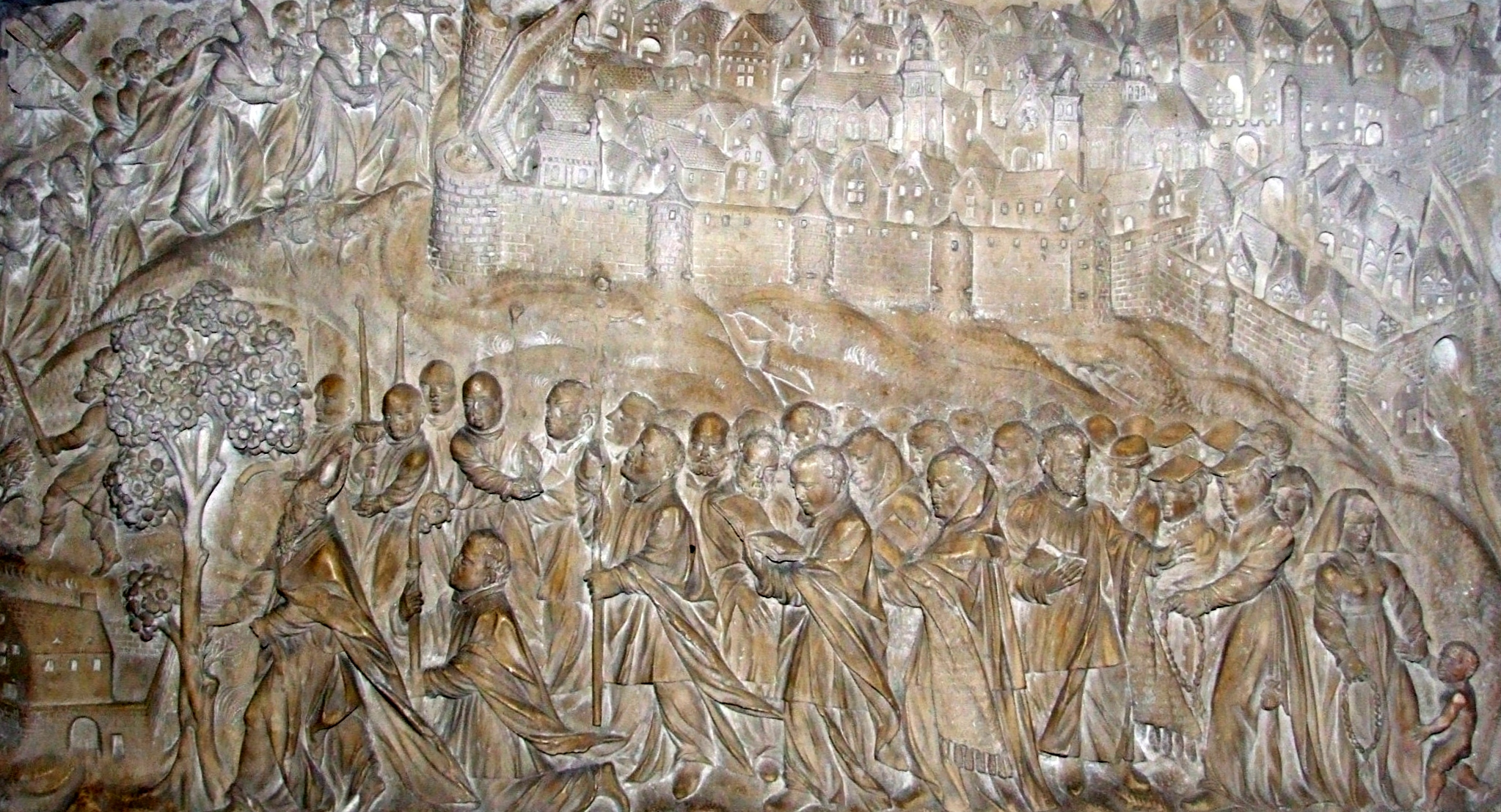
Processie met de relieken van de heilige Mammès in Langres. Bas-reliëf in de kathedraal van Langres.

### Hertog-bisschop
Hertog Hugo van Bourgondië benoemde de bisschop van Langres tot graaf van Langres: de eerste graaf-bisschop was Gauthier van Bourgondië. De Franse koning Filips Augustus maakte er hertog-bisschop van (12e eeuw). Deze kerkelijke staat Langres had betrekking op dat deel van het bisdom dat onder de Franse Kroon viel, niet het Rooms-Duitse deel. Langres ontwikkelde zich tijdens de renaissance van de 12e eeuw. De bisschop van Langres werd een van de 12 pairs van de Franse koning; de bisschop droeg de scepter tijdens de kroning. De kathedraal werd in de 13e eeuw gebouwd en had een cisterziënzerklooster vlak ernaast. De hertog-bisschop werd een belangrijk figuur aan het hof van de Bourgondische hertogen in Dijon, stad gelegen in zijn bisdom. De functie van hertog-bisschop van Langres bleef bestaan tot de Franse Revolutie (1798).

### Dijon
In 1731 creëerde paus Clemens XII het Bourgondische bisdom Dijon door afscheuring van het bisdom Langres. Dit gebeurde met de bul Super Specula. De Franse koning Lodewijk XVI wenste voor Dijon, hoofdstad van zijn provincie Bourgondië, een bisschop. De bul vermeldt hodie totius Burgundiae caput, wat betekent: de hoofdstad vandaag van gans Bourgondië. Dit wijst op de grote rol van Dijon, waarbij de stad Langres over zijn hoogtepunt heen was. Dat Langres een bolwerk was van jansenisten heeft zeker bijgedragen tot de afscheuring van Dijon.

### Franse Revolutie
Met de Franse Revolutie werd het hertogdom-bisdom Langres afgeschaft. Het bisdom werd heropgericht in 1822 onder impuls van koning Lodewijk XVIII.

## Kerkprovincie
In 2002 besliste paus Johannes-Paulus II, bij een reorganisatie van de Franse bisdommen, dat het bisdom Langres behoort tot de kerkprovincie van Reims.

## Residentie
De bisschop van Langres resideert al twee eeuwen niet meer in Langres (sinds 1822) maar wel in Chaumont, de hoofdplaats van Haute-Marne. De naam van het bisdom blijft evenwel ongewijzigd. In de middeleeuwen leefden de bisschoppen overigens ook buiten Langres, vooral in Dijon, aan het hof van de hertogen van Bourgondië.